# 受持
受持（羅馬化：Adhiṣṭhāna），又译作受持、依处、摄持、加持、加被（披）、摄受、护念，佛教術語，指对佛陀、菩萨、阿罗汉等圣人，奉行其教化，借助其神力，得到修行上的力量。接受者谓之“受持”，施予者谓之“加持”。该梵语和巴利语词另有一层意思，漢譯作決意。

## 概論
對於經中的義理能夠了解而謹記於心，叫做「受」；了解之後，能念念不忘，並且實踐於日常生活中，就叫「持」。   

## 詞源
梵語अधिष्ठान（Adhiṣṭhāna）和巴利語Adhiṭṭhāna，由字根adhi和sthā組成；Adhi義爲開始、開端，爲“受”；sthā義爲站立，和英文stand同源，爲“持”。有加持、受持的意思，故在北傳佛教中常譯為受持、加持、攝持、依处等，英文adhittana、泰語อธิษฐาน（皇家轉寫：athitthan）亦義爲加持、祝福、祈禱、決心等，故上座部佛教的決意波羅密舊譯爲受持波羅密；同時也有決心、決意、決定的意思，故英文可譯為determination，南傳佛教的十波羅密之一的決意波羅密即取此義。